# Mikita Karneyeu
Mikita Karneyeu (en bielorruso: Мікіта Карнееў; 12 de enero de 2005) es una deportista bielorruso que compite en remo. Ganó una medalla de bronce en el Campeonato Europeo de Remo de 2025, en la prueba de scull individual ligero.

## Palmarés internacional
| Campeonato Europeo | Campeonato Europeo | Campeonato Europeo | Campeonato Europeo      |
| Año                | Lugar              | Medalla            | Prueba                  |
| ------------------ | ------------------ | ------------------ | ----------------------- |
| 2025               | Plovdiv (Bulgaria) | Medalla de bronce  | Scull individual ligero |